# Nordische Skiweltmeisterschaften 1927/Teilnehmer (Schweden)
| Goldmedaillen | Silbermedaillen | Bronzemedaillen |
| ------------- | --------------- | --------------- |
| 3             | 1               | 1               |

Schweden nahm bei den Nordischen Skiweltmeisterschaften 1927 in Cortina d’Ampezzo mit einer Delegation von 4 Athleten teil. 
Die schwedischen Teilnehmer stellten mit John Lindgren den Doppelweltmeister in den beiden Skilanglaufwettbewerben über 18 und 50 km und mit Tore Edman den Weltmeister im Skispringen. Neben den drei ersten Plätzen eroberten John Wikström noch die Silbermedaille über 50 km und Bertil Carlson die Bronzemedaille im Skispringen. Damit blieb kein schwedischer Teilnehmer ohne Medaille. Nicht erfolgreich waren die Schweden nur in der Nordischen Kombination. Hier reichte es bloß zu den Rängen 12 und 13 durch Carlsson bzw. Edman.  

## Die Teilnehmer und ihre Ergebnisse
| Sportler        | Verein         | Skilanglauf 18 km | Skilanglauf 50 km | Skispringen K-50 | Nordische Kombination |
| --------------- | -------------- | ----------------- | ----------------- | ---------------- | --------------------- |
| Bertil Carlsson | Djurgårdens IF | 39.               | –                 | 3.               | 12.                   |
| Tore Edman      | Arvika IS      | 23.               | –                 | 1.               | 13.                   |
| John Lindgren   | Lycksele IF    | 1.                | 1.                | –                | –                     |
| John Wikström   |                | 4.                | 2.                | –                | –                     |